# Iker Flores
Iker Flores Galarza (Galdácano, 28 de julho de 1976) é um ex-ciclista espanhol. Tornou-se profissional em 1999. No Tour de France 2005, ele foi o último na classificação geral, o lanterne rouge.